# Казибаєв Какімжан Казибайович
Какімжан Казибайович Казибаєв (10 травня 1929, село Бакали, тепер Саркандського району Жетисуської області, Казахстан — 21 жовтня 1989, місто Алма-Ата, тепер місто Алмати, Казахстан) — радянський і казахський діяч, письменник, журналіст, секретар ЦК КП Казахстану. Депутат Верховної ради Казахської РСР 9—11-го скликань.

## Життєпис
У 1952 році закінчив Казахський державний університет імені Кірова, здобув спеціальність журналіста.
У 1952—1958 роках — літературний співробітник, завідувач відділу, відповідальний редактор газети «Лениншіл жас (Ленінська зміна)». Член КПРС.
У 1958—1968 роках — заступник редактора Алма-Атинської обласної газети «Жетису».
У 1968—1972 роках — інструктор ЦК КП Казахстану.
У 1972—1974 роках — заступник голови Державного комітету у справах поліграфії, книжкової торгівлі та друку Казахської РСР.
У 1974—1982 роках — директор Казахського телеграфного агентства (КазТАГ).
30 березня 1982 — 10 грудня 1985 року — секретар ЦК КП Казахстану.
З 1986 по 21 жовтня 1989 року — головний редактор журналу «Казахстан коммунисі».
Автор повісті «Кернеген кок (Священна ненависть)» (1966), романів «Ызгар (Паморозь)» (1972, російською мовою — 1976), «Аманат (Заповіт)» (1979, російською мовою — 1982). Основна тема творів — життя та побут аулу, дружба народів, труднощі, які пережив народ під час німецько-радянської війни. Переклав на казахську мову мемуари «Головний штаб воєнних років» С. Штеменка  та «Щоденник офіцера» Б. Момишули.
Помер 21 жовтня 1989 року в місті Алма-Аті (Алмати).

## Нагороди
- медалі
- Почесні грамоти Президії Верховної ради Казахської РСР (5.11.1957, 4.05.1962, 16.07.1969, 8.05.1979)
- Почесне звання «Заслужений працівник культури Казахської РСР» (19.06.1980)